# دون ديفيس (لاعب كرة قدم أمريكية)
دون ديفيس (بالإنجليزية: Don Davis)‏ هو لاعب كرة قدم أمريكية أمريكي، ولد في 17 ديسمبر 1972 في أولاث في الولايات المتحدة.

## وصلات خارجية
- دون ديفيس على موقع مرجع كرة القدم المحترفة.كوم (الإنجليزية)